# Lista de títulos e prêmios recebidos por Ronaldinho Gaúcho

Esta é uma lista de títulos e prêmios estabelecidos por Ronaldinho Gaúcho, ex-futebolista brasileiro. Ele é amplamente considerado como um dos maiores jogadores de todos os tempos.

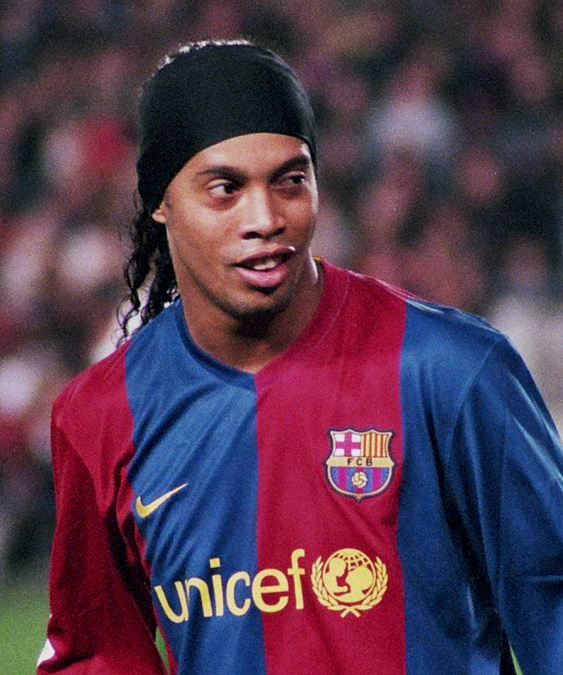
Ronaldinho atuando pelo Barcelona.

## Títulos oficiais
Grêmio
- Campeonato Gaúcho: 1999
- Copa Sul: 1999

Paris Saint-Germain
- Copa Intertoto da UEFA: 2001

Barcelona
- La Liga: 2004–05 e 2005–06
- Supercopa da Espanha: 2005 e 2006

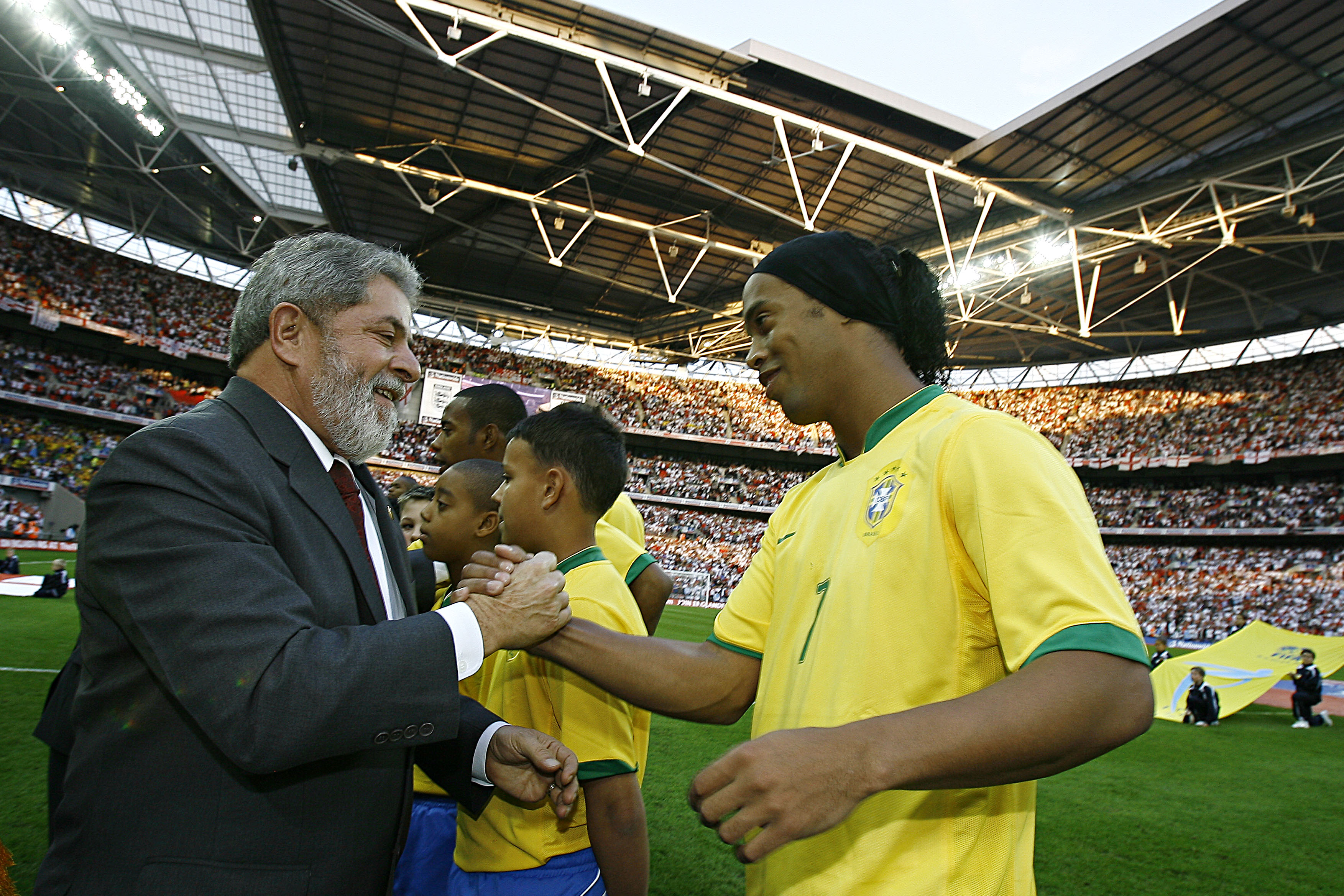
Ronaldinho cumprimentando o presidente Lula antes de um jogo da Seleção Brasileira. Pela seleção principal, fez parte dos elencos campeões da Copa do Mundo de 2002, da Copa das Confederações de 2005 e da Copa América de 1999, ainda no início de sua carreira.

- Liga dos Campeões da UEFA: 2005–06

Milan
- Serie A: 2010–11

Flamengo
- Campeonato Carioca: 2011
- Taça Guanabara: 2011
- Taça Rio: 2011

Atlético Mineiro
- Campeonato Mineiro: 2013
- Copa Libertadores da América: 2013
- Recopa Sul-Americana: 2014

Seleção Brasileira
- Copa do Mundo FIFA: 2002
- Copa das Confederações FIFA: 2005
- Copa América: 1999
- Copa do Mundo FIFA Sub-17: 1997
- Jogos Olímpicos: Bronze em 2008
- Superclássico das Américas: 2011

## Títulos não-oficiais
Paris Saint-Germain
- Trofeo de la Ceramica: 2001

Barcelona
- Copa Cataluña: 2003–04, 2004–05 e 2006–07
- Troféu Joan Gamper: 2003, 2004, 2006, 2007 e 2008
- Trofeo Festa d'Elx: 2003
- Trofeo Centenario Vilafranca: 2004
- Troféu Ramón de Carranza: 2005
- Copa Ciudad de Saitama: 2005
- Copa Franz Beckenbauer: 2007

Milan
- Trofeo Luigi Berlusconi: 2008, 2009 e 2011
- Trofeo del Exodo: 2008
- Trofeo TIM: 2008

Querétaro
- Copa El Rancho: 2015

## Prêmios individuais
- Revelação do ano no Campeonato Gaúcho: 1999
- Bola de Ouro da Copa das Confederações de 1999
- Chuteira de Ouro da Copa das Confederações de 1999
- Melhor Jogador do Mundo pela FIFA: 2004 e 2005
- Melhor Jogador do Mundo pela World Soccer: 2004, 2005
- Melhor Jogador do Mundo pela FIFPro: 2005, 2006
- Melhor Jogador Estrangeiro da La Liga: 2003–04 e 2005–06
- Troféu EFE: 2003–04
- Atacante do Ano da UEFA: 2004–05
- Ballon d'Or: 2005
- Onze d'Or: 2005
- Melhor Jogador de Clubes da UEFA: 2005–06
- Bola de Bronze da Copa das Confederações de 2005
- Bola de Bronze da Copa do Mundo de Clubes de 2006
- Jogador da Década da Revista World Soccer: 2009
- Prémio Golden Foot: 2009
- Seleção da década — 2000 (Sports Illustrated)[1]
- Melhor atacante — Campeonato Carioca: 2011
- Craque da Galera do Brasileiro: 2012
- Craque do Ano Troféu Telê Santana: 2012
- Melhor Meia — Troféu Guará: 2012
- Craque do Ano — Troféu Guara: 2012
- Bola de Ouro da Revista Placar: 2012
- Melhor jogador Campeonato Mineiro: 2013
- Futebolista Sul-Americano do Ano: 2013
- Melhor jogador da Copa Libertadores de futebol : 2013
- Décimo melhor jogador da História do Campeonato Francês[2]
- Prêmio de Trajetória Esportiva (Mundo Deportivo): 2016[3]
- Seleção de Todos os Tempos do Brasil (IFFHS): 2021[4]

## Artilharias
- Campeonato Gaúcho de 1999 (15 gols)
- Copa das Confederações FIFA de 1999 (6 gols)
- Torneio Pré-Olímpico Sub-23: 2000 (9 gols)
- Artilheiro do Flamengo no ano: 2011 (21 gols)
- Copa do Mundo de Clubes da FIFA de 2013 (2 gols)
- Maior artilheiro da Copa das Confederações (9 gols; empatado com Cuauhtémoc Blanco)

## Coletivos
- Bola de Prata da Revista Placar: 2000 e 2011
- All-Star Team da Copa do Mundo da FIFA: 2002
- Equipe do Ano da UEFA: 2004, 2005 e 2006
- FIFA 100: 2004
- FIFPro World XI: 2005, 2006 e 2007
- Bola de Ouro Dream Team: Melhor Ponta Esquerdo da História — segundo esquadrão